# Skrzydlik prątnikowy
Skrzydlik prątnikowy (Fissidens bryoides Hedw.) – gatunek mchu należący do rodziny skrzydlikowatych (Fissidentaceae).

## Rozmieszczenie geograficzne
Występuje w Ameryce Północnej (Grenlandia, Kanada, Stany Zjednoczone, Meksyk), na Karaibach, w Ameryce Centralnej, Ameryce Południowej, Europie i Azji. W Polsce podawany m.in. z pasma Gorców i Bieszczadów.

## Morfologia
GametofitOsiąga wysokość 3–11 mm wysokości. Łodyżki nierozgałęzione lub rozgałęzione, z  listkami wyrastającymi w ok. 20 parach. Listki lancetowate do podłużnie lancetowatych lub podłużnie języczkowatych, o rozmiarach 0,8–2,7 mm na 0,2–0,5 mm. Żebro kończy się 6 komórek przed szczytem listka.
SporofitSeta długości 1,4–10 mm. Puszka zarodni o długości 0,2–1,2 mm. Zarodniki o średnicy 10–20 µm.

## Biologia i ekologia
Gatunek kilkuletni, jednopienny.
Gatunek cienioznośny, mezofilny, neutrofilny. Rośnie na glebie, w zbiorowiskach leśnych i na skarpach na obrzeżach potoków. W Bieszczadach występuje na wysokości do 950 m n.p.m.

## Systematyka i nazewnictwo
Synonimy: Dicranum viridulum Sw., Fissidens alpestris (Lindb.) J.J. Amann, Fissidens andersonii Grout, Fissidens exiguus Sull., Fissidens falcatulus Renauld & Cardot, Fissidens hawaiicus E.B. Bartram, Fissidens inconstans Schimp., Fissidens oahuensis E.B. Bartram, Fissidens pusillus (Wilson) Milde, Fissidens synoicus Sull., Fissidens texanus Lesq. & James, Fissidens viridulus (Sw.) Wahlenb., Schistophyllum bryoides Lindb.

## Zagrożenia i ochrona
Stanowiska gatunku występują w Polsce na obszarach chronionych w obrębie Bieszczadzkiego Parku Narodowego oraz Gorczańskiego Parku Narodowego (jako Fissidens pusillus). W Bieszczadach uznany za bliski zagrożeniu (NT).